# Володимирівка (Приазовська селищна громада)
Володи́мирівка — село в Україні, у Приазовській селищній громаді Мелітопольського району Запорізької області. Населення становить 611 осіб.

## Географія

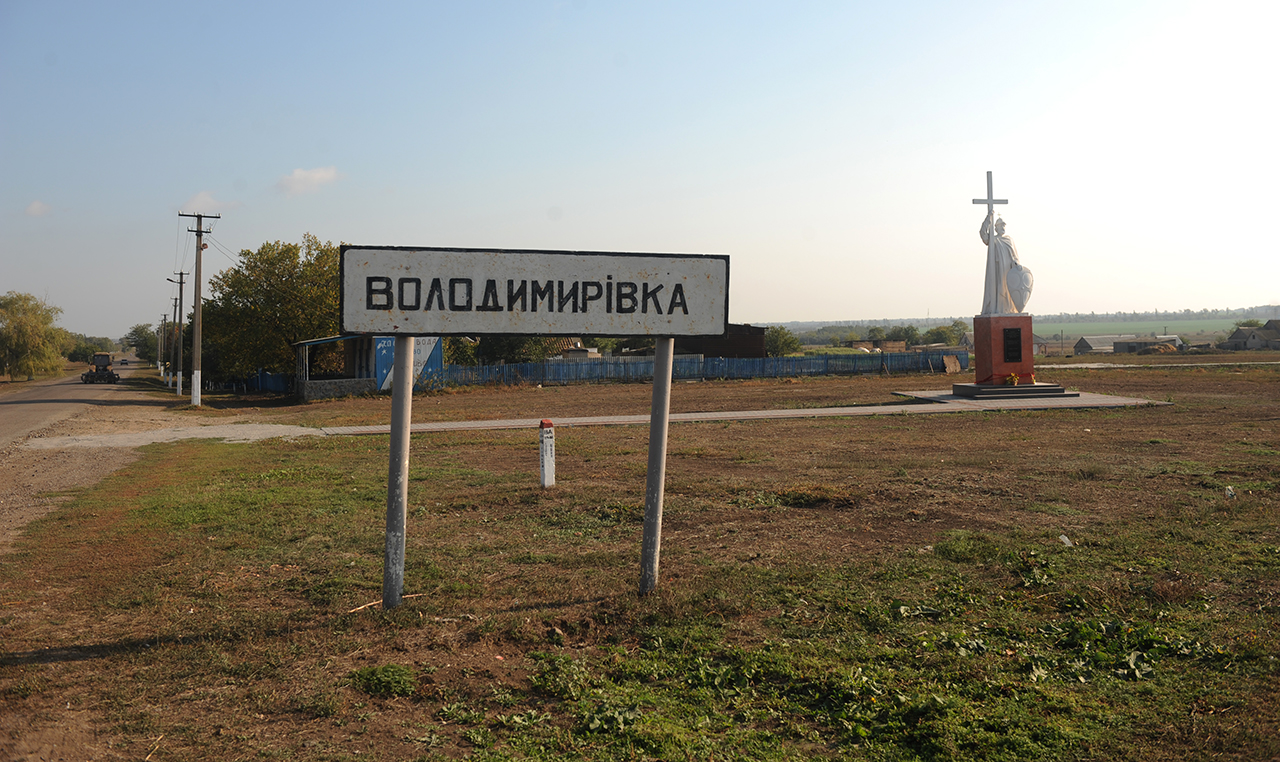
Дорожній вказівник

Село Володимирівка розташоване за 40 км від районного центру та за 18 км на схід від смт Приазовське, на правому березі річки Корсак, у місці впадання в неї річки Апокни, нижче за течією на відстані 1,5 км розташоване село Бабанівка. Біля села пролягає автошлях міжнародного значення М14E58 (Одеса — Мелітополь — Новоазовськ).

## Населення

### Мова
Розподіл населення за рідною мовою за даними перепису 2001 року:
| Мова            | Кількість | Відсоток |
| --------------- | --------- | -------- |
| українська      | 522       | 85.43%   |
| російська       | 68        | 11.13%   |
| болгарська      | 15        | 2.45%    |
| вірменська      | 5         | 0.82%    |
| інші/не вказали | 1         | 0.17%    |
| Усього          | 611       | 100%     |

## Історія
Село засновано у 1864 році переселеними з Бессарабії болгарами на місці колишнього татарського аулу Алшин. Поблизу села досліджено курган доби бронзи.
Під час організованого радянською владою Голодомору 1932—1933 років померло щонайменше 109 жителів села.

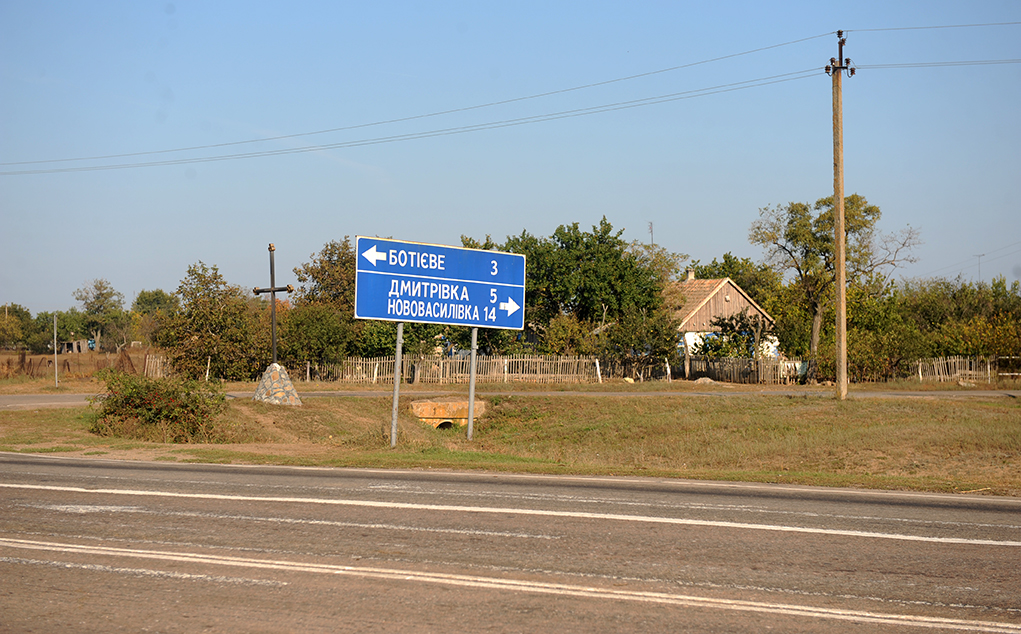
Поворот на Володимирівку з автошляху

8 червня 2018 року Володимирівська сільська рада, в ході децентралізації, об'єднана з Приазовською селищною громадою.
17 липня 2020 року, в результаті адміністративно-територіальної реформи і ліквідації Приазовського району, село увійшло до складу Мелітопольського району.

## Пам'ятники
В селі встановлений меморіал на честь полеглих воїнів під час Другої світової війни.
28 липня 2012 року на в'їзді до села відкритий пам'ятник Святому рівноапостольному Великому князю Володимиру Великому — Хрестителю Київскої Русі, на честь 150-річчя села за кошти місцевої агрофірми.
14 жовтня 2012 року в селі відкритий ще один пам'ятник — статуя Діви Марії.

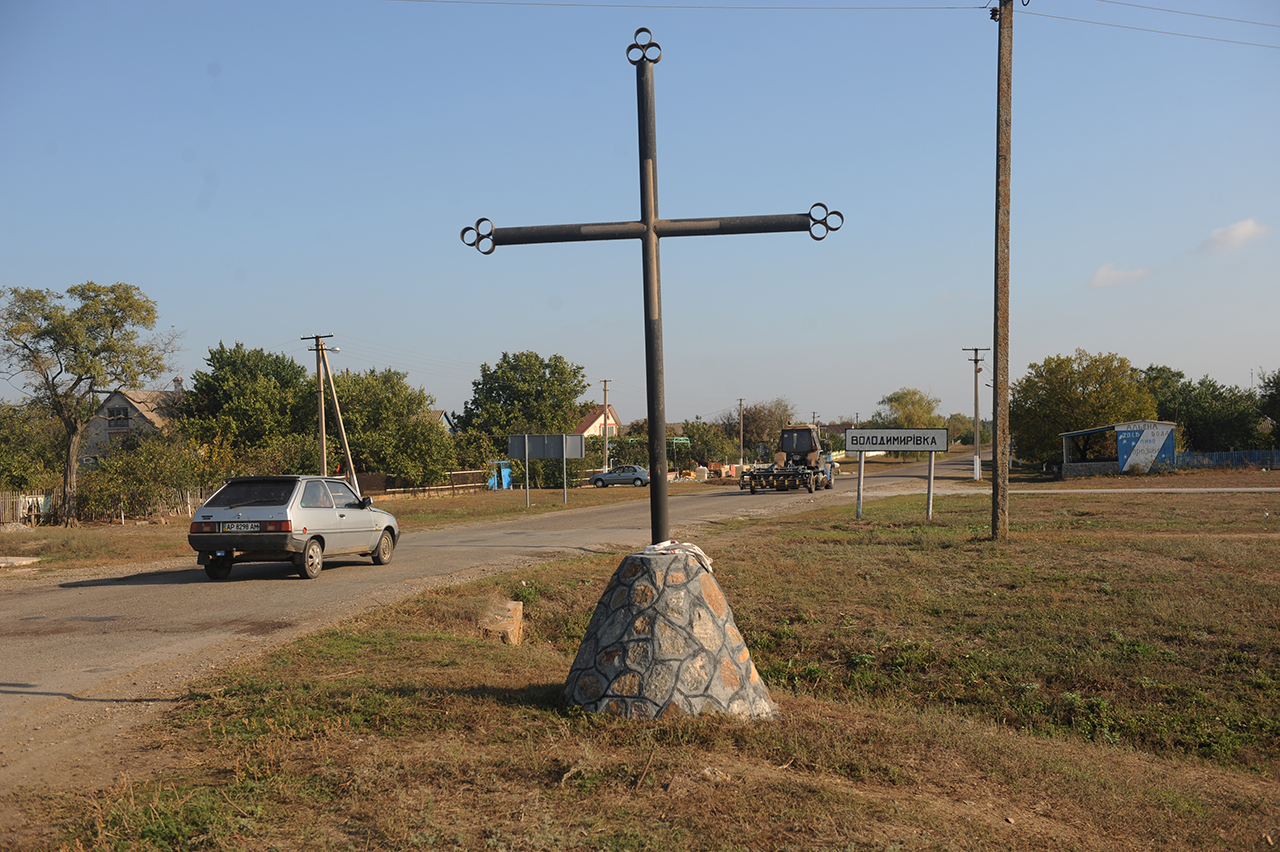
Володимирський хрест
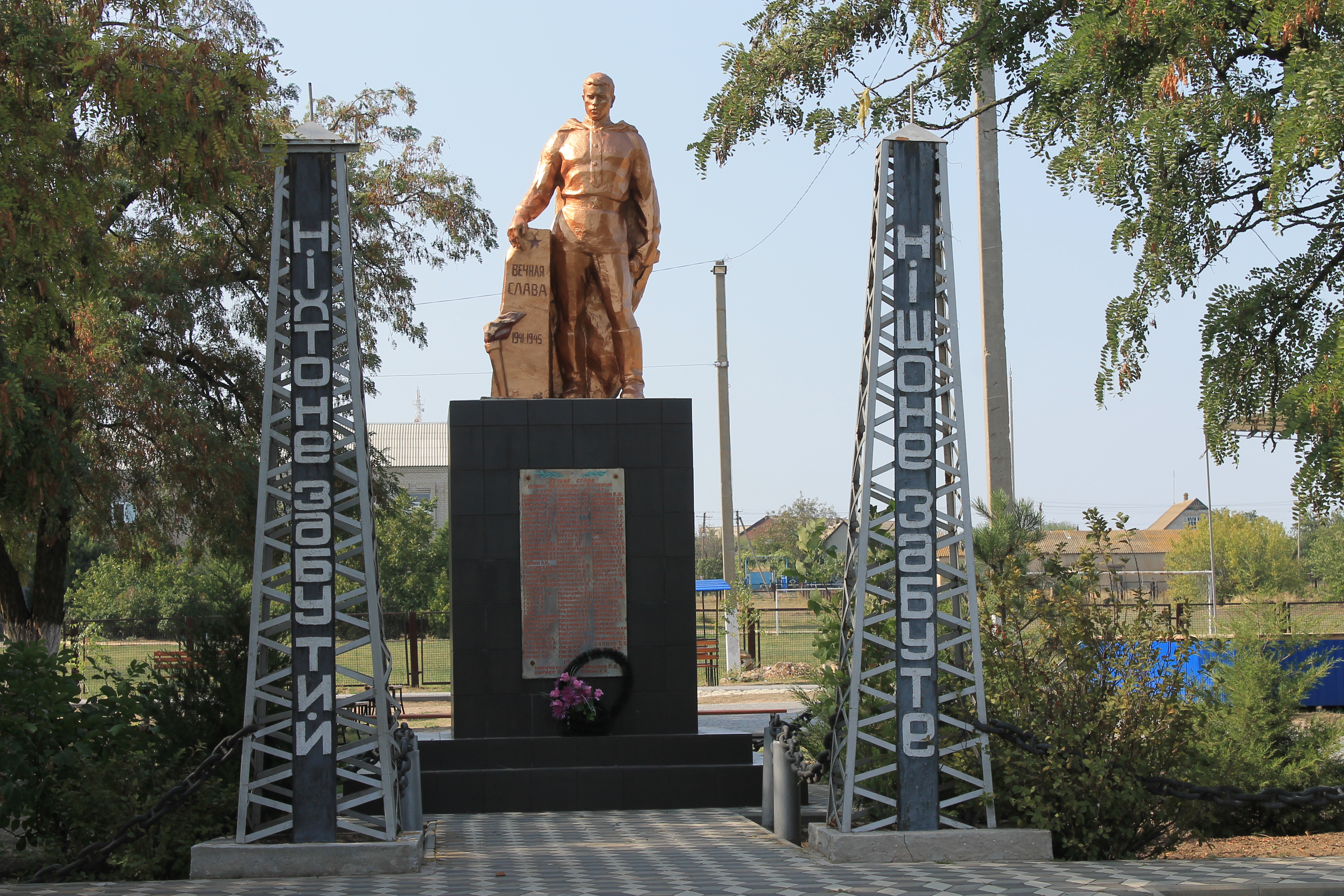
Пам'ятник полеглим воїнам під час Другої світової війни
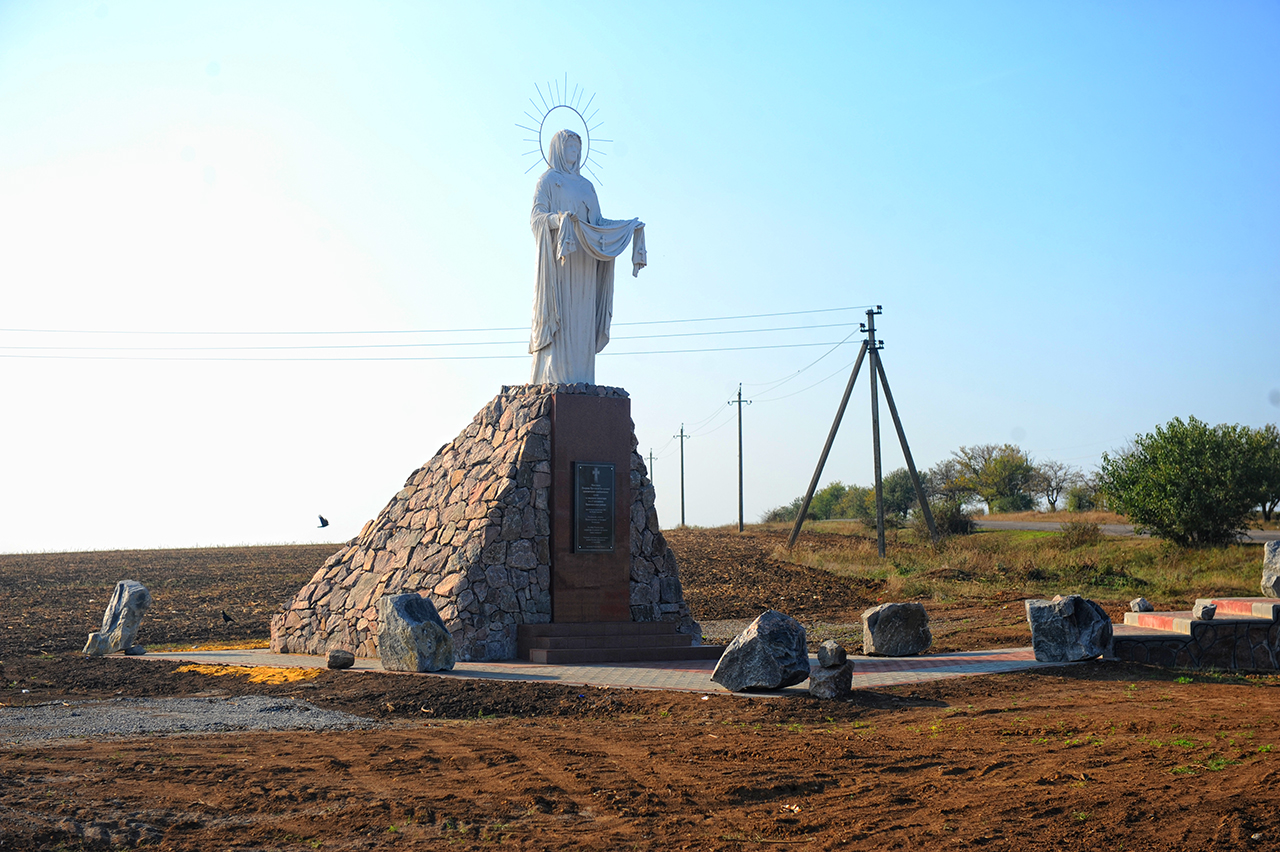
Статуя Діви Марії

## Відома особа
- Ранський Анатолій Петрович (нар. 3 лютого 1950) — український науковець, доктор хімічних наук, професор, завідувач кафедри хімії та хімічної технології Вінницького національного технічного університету.